# Lynn Hill
Lynn Hill (Detroit, 3 gennaio 1961) è un'arrampicatrice statunitense.
Ha praticato le competizioni di difficoltà, l'arrampicata in falesia, il bouldering e le vie lunghe.

## Biografia
Ha cominciato ad arrampicare sul granito dello Yosemite e a Joshua Tree nel 1975 a quattordici anni con la sorella. A scuola aveva già praticato la ginnastica artistica e il nuoto. Da quel momento si è dedicata alla scalata in Yosemite con Charlie Row prima e John Long dopo.
Nel 1985 ha compiuto un viaggio in Europa nel sud della Francia e in Italia alla scoperta del calcare. Ha partecipato anche a Sportroccia 85 la prima competizione internazionale di arrampicata vinta da Catherine Destivelle. 
Nel 1989 ha un pericoloso incidente a Buoux: cade dalla sosta da venti metri d'altezza, non essendosi legata bene, ma per fortuna l'urto è attutito dagli alberi e si frattura solo una caviglia.
Ha partecipato alle gare di arrampicata fino al 1992: ha dominato le prime edizioni del Rock Master vincendone cinque edizioni di cui quattro consecutive.
Si è poi dedicata alle spedizioni e alle vie lunghe. È particolarmente famosa nel 1993 la prima salita in libera della via The Nose su El Capitan, impresa ritenuta fino ad allora impossibile, successivamente riesce anche a salire The Nose in libera in meno di 24h. 
Dal 2005 organizza i Lynn Hill Climbing Camps, dei seminari di arrampicata tenuti in America.

## Palmarès

### Coppa del mondo
|      | 1989 | 1990 | 1991 | 1992 |
| ---- | ---- | ---- | ---- | ---- |
| Lead | ?    | 1    | 8    | 3    |

### Campionato del mondo
|      | 1991 |
| ---- | ---- |
| Lead | 5    |

## Falesia

### Lavorato
- 8b+/5.14a:
  - Scarface - Smith Rock (USA) - 1999 - Prima salita femminile
  - To Bolt or Not To Be - Smith Rock (USA) - 1998 - Prima salita femminile
  - Masse Critique - Cimaï (FRA) - 1991 - Prima salita femminile della storia di un 8b+
- 8b/5.13d:
  - Living in fear - Rifle (USA) - 2011 - Salita a 50 anni[1]
  - Running man - Shawangunks (USA) - 1989 - Prima salita
- 8a+/5.13c:
  - Sprayathon - Rifle (USA) - 2003

### A vista
Nel 1992 sale il primo 8a femminile a vista della storia Simon in Frankenjura e nel 1993 il primo 8a/+ Overdose a Lourmarin.

## Boulder
Nel 2009 a 47 anni ha salito Chablanke a Hueco Tanks (USA), 8A/+(V11-V12).

## Vie lunghe
- West Face - Leaning Tower (USA) - 2005 - Prima salita[3]
- Bravo les Filles - Tsaranoro Madagascar - 1999 - Prima salita (non in libera) con Beth Rodden, Nancy Faegan e Kath Pike
- Clodhopper Direct - Central Pyramid Kirghizistan - 1995 - Prima salita
- Perestroika Crack - Peak Slesova Kirghizistan - 1995 - Prima salita
- West Face - Peak 4810 Kirghizistan - 1995 - Prima salita
- The Nose - El Capitan (USA) - 1994 - Prima salita in libera in giornata
- Mingus - Verdon (FRA) - 1994 - Prima salita in libera
- The Nose - El Capitan (USA) - 1993 - Prima salita in libera[4]